# 1タイム
1タイム（英語: 1Time、JSE: 1TM）は、南アフリカ共和国ハウテン州ヨハネスブルグ市都市圏に本社を置く格安航空会社であった。

## 就航路線

### 国内線
- イースト・ロンドン
- ケープタウン
- ジョージ
- ダーバン
- ポート・エリザベス
- ヨハネスブルグ

### 国際線
- タンザニア - ザンジバル
- ザンビア - リビングストン

## 保有機材
以下の機材を保有していた